# Meretrix tigris
Meretrix tigris is een tweekleppigensoort uit de familie van de Veneridae. De wetenschappelijke naam van de soort is voor het eerst geldig gepubliceerd in 2008 door Lai & Nien.